# Marie Müllerová
Marie Müllerová (21. září 1905 – ???) byla česká a československá politička Komunistické strany Československa a poúnorová poslankyně Národního shromáždění ČSR.

## Biografie
Po volbách roku 1948 byla zvolena do Národního shromáždění za KSČ. Mandát nabyla až dodatečně v prosinci 1953 poté, co rezignoval poslanec Miroslav Jelínek. V parlamentu zasedala až do konce funkčního období, tedy do voleb v roce 1954. V únoru 1973 jí byl propůjčen Řád Vítězného února.